# Volora
|  | No s'ha de confondre amb Volora de Montanha. |

Volora (Vollore-Ville en francès) és un municipi francès situat al departament del Puèi Domat i a la regió d'Alvèrnia-Roine-Alps. L'any 2007 tenia 710 habitants.

## Demografia

### Població
El 2007 la població de fet de Vollore-Ville era de 710 persones. Hi havia 328 famílies de les quals 124 eren unipersonals (56 homes vivint sols i 68 dones vivint soles), 84 parelles sense fills, 96 parelles amb fills i 24 famílies monoparentals amb fills.
La població ha evolucionat segons el següent gràfic:
Habitants censats

### Habitatges
El 2007 hi havia 507 habitatges, 327 eren l'habitatge principal de la família, 122 eren segones residències i 58 estaven desocupats. 497 eren cases i 7 eren apartaments. Dels 327 habitatges principals, 261 estaven ocupats pels seus propietaris, 50 estaven llogats i ocupats pels llogaters i 16 estaven cedits a títol gratuït; 1 tenia una cambra, 15 en tenien dues, 67 en tenien tres, 76 en tenien quatre i 168 en tenien cinc o més. 199 habitatges disposaven pel capbaix d'una plaça de pàrquing. A 141 habitatges hi havia un automòbil i a 143 n'hi havia dos o més.

### Piràmide de població
La piràmide de població per edats i sexe el 2009 era:
| Homes | Edats   | Dones |
| ----- | ------- | ----- |
| 0     | 95 o +  | 0     |
| 4     | 90 a 94 | 4     |
| 4     | 85 a 89 | 12    |
| 4     | 80 a 84 | 16    |
| 16    | 75 a 79 | 16    |
| 16    | 70 a 74 | 28    |
| 12    | 65 a 69 | 20    |
| 28    | 60 a 64 | 28    |
| 20    | 55 a 59 | 20    |
| 24    | 50 a 54 | 20    |
| 28    | 45 a 49 | 12    |
| 20    | 40 a 44 | 28    |
| 24    | 35 a 39 | 12    |
| 48    | 30 a 34 | 36    |
| 16    | 25 a 29 | 16    |
| 4     | 20 a 24 | 16    |
| 8     | 15 a 19 | 12    |
| 16    | 10 a 14 | 12    |
| 24    | 5 a 9   | 12    |
| 28    | 0 a 4   | 8     |

## Economia
El 2007 la població en edat de treballar era de 431 persones, 300 eren actives i 131 eren inactives. De les 300 persones actives 275 estaven ocupades (147 homes i 128 dones) i 25 estaven aturades (12 homes i 13 dones). De les 131 persones inactives 55 estaven jubilades, 22 estaven estudiant i 54 estaven classificades com a «altres inactius».

### Ingressos
El 2009 a Vollore-Ville hi havia 344 unitats fiscals que integraven 756 persones, la mediana anual d'ingressos fiscals per persona era de 14.300 €.

### Activitats econòmiques
Dels 34 establiments que hi havia el 2007, 3 eren d'empreses alimentàries, 4 d'empreses de fabricació d'altres productes industrials, 6 d'empreses de construcció, 5 d'empreses de comerç i reparació d'automòbils, 1 d'una empresa de transport, 4 d'empreses d'hostatgeria i restauració, 1 d'una empresa financera, 2 d'empreses immobiliàries, 2 d'empreses de serveis, 2 d'entitats de l'administració pública i 4 d'empreses classificades com a «altres activitats de serveis».
Dels 9 establiments de servei als particulars que hi havia el 2009, 1 era un guixaire pintor, 1 fusteria, 1 lampisteria, 2 electricistes, 1 empresa de construcció, 2 perruqueries i 1 restaurant.
L'únic establiment comercial que hi havia el 2009 era una fleca.
L'any 2000 a Vollore-Ville hi havia 29 explotacions agrícoles que ocupaven un total de 638 hectàrees.

## Equipaments sanitaris i escolars
El 2009 hi havia una escola elemental.

## Poblacions més properes
El següent diagrama mostra les poblacions més properes.